# Piper pervelutinum
Piper pervelutinum är en pepparväxtart som beskrevs av William Trelease. Piper pervelutinum ingår i släktet Piper och familjen pepparväxter. Inga underarter finns listade i Catalogue of Life.